# Петроградская фильтроозонная станция
Комплекс построек Фильтроозонной станции — памятник архитектуры. Расположен в Санкт-Петербурге, современный адрес дома — Пеньковая улица, 8, 9 / Петроградская набережная, 6.
Была построена в 1910 году в рамках мер по улучшению качества воды, поступающей через Петроградскую водопроводную станцию, по проекту Л. А. Серка и В. В. Старостина. На момент постройки считалась одной из лучших в мире в силу использования передовых технологий очистки и озонирования. Строительство осуществляла компания «Siemens & Halske» с участием французской компании «Озон» (предоставила стерилизационные башни с эмульсерами системы Отто) и Общества Фельтен-Гильом Ламейер (предоставившего часть электромашин).
Решена в стиле позднего кирпичного стиля и модерна. Фасад машинного отделения, выходящий на Пеньковую улицу, почти лишён украшений. Характерным для северного модерна элементом являются высокие шестиугольные окна с трапециевидным окончанием.
Зал фильтров с конструкциями из монолитного железобетона был перекрыт прогонами и пологими сводами с фонарями верхнего света. Пространство было расчленено стоящими рядами тонкими столбами.
При расширении территории Нахимовского военно-морского училища в 2019 году интерьеры здания фильтров и отстойников Петроградской фильтроозонной станции были сняты с охраны, в здании разместился спортивный комплекс училища.
- Входные павильоны комплекса
- Здание фильтров и отстойников
- Мастерские (слева) и дом директора